# Національна асоціація студентського спорту
Національна асоціація студентського спорту (англ. National Collegiate Athletic Association, скор. NCAA) — неприбуткова організація, до якої входять 1268 закладів освіти США та Канади. Організовує спортивні змагання серед університетів та коледжів, в яких щорічно беруть участь близько 450 000 студентів. Штаб-квартира організації розташована в Індіанаполісі, Індіана. 2014 року прибуток від діяльності організації становив близько 1 млрд доларів, 80—90 % з яких зароблено з баскетбольного турніру. За підсумками сезону 2016-2017 прибуток організації вже склав 1,06 млрд доларів. Весь дохід розподіляється та повертається до різноманітних організацій та інституцій США та Канади.
З серпня 1973 року була затверджена структура спортивних змагань, яка складається з трьох дивізіонів. За правилами освітні заклади з перших двох дивізіонів можуть пропонувати студентам спортивні стипендії, а заклади з третього дивізіону — ні. Загалом, найсильніші заклади змагаються в Дивізіоні I, слабші в другому дивізіоні, ще слабші — в третьому.

## Історія
Перші міжуніверситетські змагання в США почались 1852 року, коли університети Гарварду та Єлю зустрілися у веслувальному запливі. Так як це був найпопулярніший вид спорту серед університетів США, всі перші дебати про організацію студентських змагань велися через відповідні веслувальні організації.
На початку XX століття, президент США Теодор Рузвельт провів дві конференції, де обговорювалось питання реформ в університетському спорті, зокрема у американському футболі, який був занадто небезпечний для студентів та їх подальших кар'єр. Після цього Нью-Йоркський університет скликав з'їзд із 13 університетів для змін правил у футболі. Незабаром, 28 грудня 1905 року вже 62 університети зібрались для того, щоб створити організацію, яка б регулювала спортивні студентські змагання. Так утворилась Міжуніверситетська асоціація спорту (Athletic Association of the United States, скор. IAAUS). 31 березня 1906 року IAAUS була офіційно зареєстрована, а 1910 року перейменована в NCAA.
Перші кілька років відбувалось обговорення правил та інших організаційних питань. А 1921 року відбулися перші змагання з легкої атлетики. 1939 року розпочався баскетбольний турнір NCAA.
Через постійний ріст учасників асоціації та чемпіонатів з різних видів спорту було вирішено організувати штаб-квартиру та на постійній основі призначити виконавчого директора Волтера Баєрса, який до того часу працював на півставки. Організація переїхала з готелю в Чикаго до власного офісу в місті Канзас-Сіті, Міссурі. 1997 року організація переїхала до нового офісу, цього разу до міста Індіанаполіс, Індіана.
1973 року члени NCAA були поділені по силі на три дивізіони. Через п'ять років Дивізіон I був поділений ще на два піддивізіони зі змагань з футболу.
З 1982 року всі дивізіони NCAA включали в себе змагання серед жінок.
2014 року прибуток з діяльності організації становив 989 млн доларів, а 2017 року — 1,06 млрд доларів.

## Президенти NCAA
До 1951 року не було офіційного чиновника, який керував би організацією, поки Волтер Баєрс не був призначений на посаду виконавчого директора. 1988 року посада була перейменована на «Президент».
- Волтер Баєрс — 1951—1988
- Дірк Шульц — 1988—1993
- Седрік Демпсі — 1994—2002
- Майлз Бренд — 2003—2009
- Джим Іш (т.в.о.) — 2009—2010
- Марк Еммерт — 2011–дотепер

## Структура замагань
NCAA проводить чемпіонати з таких видів спорту:
| - Бейсбол - Чоловіки - Дивізіон I (1947–дотепер) - Дивізіон II (1968–дотепер) - Дивізіон III (1976–дотепер) - Баскетбол - Чоловіки - Дивізіон I (1939–дотепер) - Дивізіон II (1957–дотепер) - Дивізіон III (1975–дотепер) - Жінки - Дивізіон I (1982–дотепер) - Дивізіон II (1982–дотепер) - Дивізіон III (1982–дотепер) - Боулінг - Жінки - Індивідуальні змагання (2004–дотепер) - Бокс - Чоловіки - Індивідуальні змагання (1948–60) - Кросс - Чоловіки - Дивізіон I (1938–дотепер) - Дивізіон II (1958–дотепер) - Дивізіон III (1973–дотепер) - Жінки - Дивізіон I (1981–дотепер) - Дивізіон II (1981–дотепер) - Дивізіон III (1981–дотепер) - Фехтування - Чоловіки та Жінки - Індивідуальні змагання (1941–дотепер) - Хокей на траві - Жінки - Дивізіон I (1981–дотепер) - Дивізіон II (1981–дотепер) - Дивізіон III (1981–дотепер) - Американський футбол - Чоловіки - Дивізіон I (1978–дотепер) - Дивізіон II (1973–дотепер) - Дивізіон III (1973–дотепер) - Гольф - Чоловіки - Дивізіон I (1939–дотепер) - Дивізіон II (1963–дотепер) - Дивізіон III (1975–дотепер) - Жінки - Дивізіон I (1982–дотепер) - Дивізіон II (1996—1999 (об'єднаний ДІІ/ДІІІ), 2000–дотепер) - Дивізіон III (1996—1999 (об'єднаний ДІІ/ДІІІ), 2000–дотепер) | - Гімнастика - Чоловіки - Індивідуальні змагання (1938–дотепер) - Дивізіон II (1968–84) - Жінки - Індивідуальні змагання (1982–дотепер) - Дивізіон II (1982–86) - Хокей із шайбою - Чоловіки - Дивізіон I (1948–дотепер) - Дивізіон II (1978–84, 1993–99) - Дивізіон III (1984–дотепер) - Жінки - Дивізіон I (2001–дотепер) - Дивізіон III (2002–дотепер) - Лакрос - Чоловіки - Дивізіон I (1971–дотепер) - Дивізіон II (1974—1979 (об'єднаний ДІІ/ДІІ), 1980—1981, 1993–дотепер) - Дивізіон III (1974—1979 (об'єднаний ДІІ/ДІІ), 1980–дотепер) - Жінки - Дивізіон I (1982–дотепер) - Дивізіон II (2001–дотепер) - Дивізіон III (1985–дотепер) - Стрільба - Чоловіки та Жінки - Індивідуальні змагання (1980–дотепер) - Академічне веслування - Жінки - Дивізіон I (1997–дотепер) - Дивізіон II (2002–дотепер) - Дивізіон III (2002–дотепер) - Лижний спорт - Чоловіки та Жінки - Індивідуальні змагання (1954–дотепер) - Футбол - Чоловіки - Дивізіон I (1959–дотепер) - Дивізіон II (1972–дотепер) - Дивізіон III (1974–дотепер) - Жінки - Дивізіон I (1982–дотепер) - Дивізіон II (1988–дотепер) - Дивізіон III (1986–дотепер) - Софтбол - Жінки - Дивізіон I (1982–дотепер) - Дивізіон II (1982–дотепер) - Дивізіон III (1982–дотепер) - Плавання та Стрибки у воду - Чоловіки - Дивізіон I (1924–дотепер) - Дивізіон II (1964–дотепер) - Дивізіон III (1975–дотепер) - Жінки - Дивізіон I (1982–дотепер) - Дивізіон II (1982–дотепер) - Дивізіон III (1982–дотепер) | - Тенніс - Чоловіки - Дивізіон I (1946–дотепер) - Дивізіон II (1963–дотепер) - Дивізіон III (1976–дотепер) - Жінки - Дивізіон I (1982–дотепер) - Дивізіон II (1982–дотепер) - Дивізіон III (1982–дотепер) - Легка атлетика - У приміщенні - Чоловіки - Дивізіон I (1965–дотепер) - Дивізіон II (1985–дотепер) - Дивізіон III (1985–дотепер) - Жінки - Дивізіон I (1983–дотепер) - Дивізіон II (1985, 1987–дотепер) - Дивізіон III (1985, 1987–дотепер) - На відкритому повітрі - Чоловіки - Дивізіон I (1921–дотепер) - Дивізіон II (1963–дотепер) - Дивізіон III (1974–дотепер) - Жінки - Дивізіон I (1982–дотепер) - Дивізіон II (1982–дотепер) - Дивізіон III (1982–дотепер) - Волейбол - У приміщенні - Чоловіки - Дивізіони I та II (1970–дотепер) - Дивізіон III (2012–дотепер) - Жінки - Дивізіон I (1981–дотепер) - Дивізіон II (1981–дотепер) - Дивізіон III (1981–дотепер) - На пляжі - Жінки - Індивідуальні змагання (2016–дотепер) - Водне поло - Чоловіки - Індивідуальні змагання (1969–дотепер) - Жінки - Індивідуальні змагання (2001–дотепер) - Боротьба - Чоловіки - Дивізіон I (1928–дотепер) - Дивізіон II (1963–дотепер) - Дивізіон III (1974–дотепер) |